# Cristina Cervià Sancho
Cristina Cervià Sancho (Girona, 16 de juny de 1965 - 17 de març de 2019) va ser una actriu i directora teatral catalana.
Va debutar al món del teatre amb Els Pastorets del grup Proscenium, del qual també formava part el seu pare. Va ser una de les fundadores del grup teatral Tarantel·la. Als 19 anys va començar a estudiar filologia romànica a la Universitat de Girona. El mateix any es va incorporar al Talleret de Salt. Va treballar amb personalitats com Adrià Puntí i va fundar amb l'actriu Meritxell Yanes la companyia teatral Mentidera Teatre.
A més d'una trentena d'obres teatrals, també va participar en sèries com Nit i dia i La Riera. Les seves últimes obres com a actriu van ser La nit dels ganivets roents, de Ferran Joanmiquel, i L'home sense veu, de Clàudia Cedó, estrenada el 2016 al festival Temporada Alta. Una de les seves últimes aportacions al teatre va ser el 2017 quan va estrenar al Temporada Alta Els dies que vindran, a partir dels personatges femenins de Txékhov i el 2018 va dirigir El brindis, de Frank Bayer, sobre la corrupció. Des del 2015 va reduir la seva presència als escenaris a causa d'un càncer. En conèixer la seva mort, personalitats del món de la cultura i la política van expressar el seu condol.
L'escriptora Núria Martí Constans va escriure el 2022 el llibre Dona de teatre. Cristina Cervià, d'Els Pastorets a Temporada Alta.

## Obra[7]

### Filmografia
- 2013 — Cenizas, direcció Llorenç Castañer. Fausto Producciones.
- 2013 — Explica'm un conte, direcció Joan Vila Carbonell.
- 2009 — La possessió d'Emma Evans, direcció Manuel Carballo. Filmax
- 2009 — Blog, direcció Elena Trapé. Escàndalo Films.
- 2009 — Bruc, direcció Daniel Benmayor. IKIRU Films.

### Teatre
- 2017 — Els dies que vindran, a partir de Txékhov. Directora.
- 2016 — L'home sense veu, de Clàudia Cedó.
- 2015 — Yvonne, princesa de Borgonya (2015), de Witold Gombrowicz.
- 2014-18 — Llibràlegs. Mentidera Teatre. Quatre edicions diferents.[15]
- 2013 —  El Balneari, Mentidera Teatre-La Ruta 40. Temporada Alta.
- 2012 —  Red Pontiac, de Pere Riera. Sala Trono. Temporada Alta.[15]
- 2012 —  Mgogoro. Mentidera Teatre. Temporada Alta.
- 2011 —  Dinou. La Planeta. Temporada Alta.
- 2010 —  Tot, de Rafael Spregelburd. Mentidera Teatre. Temporada Alta.[15]
- 2010 — Granes, de Josep Pujol. Direcció. Dins el cicle Diàlegs a 4 bandes, Platadedrama.[16]
- 2009 —  Alícia. Direcció Carlota Subirós. Teatre Lliure.
- 2009 —  Alaska i altres deserts, de H. Pinter. Direcció Xicu Masó.[15]
- 2009 —  Molts records per a Ivanov. Direcció Pep Tosar. Círcol Maldà.[15]
- 2008 —  Petó públic. Direcció, Rosa M. Sardà. Mentidera Teatre.
- 2008 —  Un roure, de Tim Crouch. Oamock ICE - Fila7.
- 2007 —  Bondat, de Michael Redhill. Direcció Pere Puig. Temporada Alta.
- 2006-08 —  Lúcid, de Rafael Spregelburd. Temporada Alta.[15]
- 1996 — Culpido, amb Adrià Puntí.[15]
- 1996 — Els fruits saborosos, de Josep Carner.[15]
- 1991 — L'hort dels cirerers, de Txékhov, amb el Talleret de Salt.[15]
- 1990 — Nit de Reis, de Shakespeare, amb el Talleret de Salt.[15]

## Premis i reconeixements
- 2010 — Nominació millor actriu de repartiment als Premis Butaca per Alícia.[17]
- 2008 — Premi millor espectacle de la Xarxa de Teatres públics de les Illes Balears per Cos de Dona.
- 2007 — Premi de la crítica millor actriu per Lúcid.[18]
- 2007 — Nominació millor actriu als Premis Butaca per Lúcid.[18]
- 2003 — Premi interpretació Festival de Cinema de Girona pel curt Dues amigues, de Toni Martí.